# Sissy Christidou
Theodosia „Sissy“ Christidou (řecky Θεοδοσία „Σίσσυ“ Χρηστίδου; * 12. září 1980 Soluň) je řecká televizní moderátorka a youtuberka. Vystudovala střední hudební školu a v 21 letech začala pracovat jako televizní moderátorka na malém makedonském kanálu „TV 100“. Uváděla také týdenní pořad „Agrotis monos psaxnei“ na Alpha TV. Na Alpha TV moderovala ranní pořad „Mes Tin Kali Hara“, ale přešla na ANT1, kde spolu s Giorgosem Papadakisem a Christosem Ferentinosem moderovala každodenní ranní pořad Proino ANT1. Od roku 2018 moderuje víkendovou show „Ela Xamogela (Έλα Χαμόγελα)“ na Open TV.

## Život a kariéra
Narodila se v Soluni do rodiny Miny a Thodorise Christidisových. Má bratra jménem Giannis. Vystudovala střední hudební školu a v 21 letech začala pracovat jako televizní moderátorka na malém makedonském kanálu „TV 100“. Moderovala týdenní pořad „Agrotis monos psaxnei“ na Alpha TV. Na Alpha TV moderovala ranní pořad „Mes Tin Kali Hara“, ale přešla na ANT1, kde spolu s Giorgosem Papadakisem a Christosem Ferentinosem moderovala každodenní ranní pořad Proino ANT1. Od roku 2014 navrhuje a prodává oblečení na svých internetových stránkách www.sissychristidou.com.

## Filmografie

### Film
| Rok  | Název         | Role      | Poznámky                  |
| ---- | ------------- | --------- | ------------------------- |
| 2008 | Just Broke Up | Betty     | filmový debut             |
| 2011 | Šmoulové      | Šmoulinka | hlas v řeckojazyčné verzi |
| 2013 | Šmoulové 2    | Šmoulinka | hlas v řeckojazyčné verzi |

### Televize
| Rok(y)          | Název                   | Role                      | Poznámky                            |
| --------------- | ----------------------- | ------------------------- | ----------------------------------- |
| 2001–2002       | C Throu                 | osobní (pořadatelka)      | denní talk show na TV 100           |
| 2004–2005       | Ola 5                   | osobní (spolupořadatelka) | talk show: 6. řada                  |
| 2005            | Sto Para Pente          | osobní                    | 1 díl                               |
| 2005–2008       | Omorphos Kosmos to Proi | osobní (spolupořadatelka) | denní talk show na Mega Channel     |
| 2008–2011       | Mes stin kali hara      | osobní (spolupořadatelka) | víkendová talk show na Alpha TV     |
| 2009–2011       | Agrotis Monos Psahnei   | osobní (pořadatelka)      | reality show; řada 1–2              |
| 2011–2012       | Proino ANT1             | osobní (pořadatelka)      | denní talk show na ANT1             |
| 2018–2021       | Ela Hamogela            | osobní (pořadatelka)      | víkendová talk show na Open TV      |
| 2021–současnost | Xamogela kai Pali       | osobní (pořadatelka)      | víkendová talk show na Mega Channel |

## Osobní život
V roce 2005 začala chodit se zpěvákem skupiny Onirama Thodorisem Marantinisem. Dne 13. srpna 2008 se jim narodil první syn Philipos-Rafael a o rok později, 16. srpna 2009, se vzali. Dne 29. srpna 2013 se jim narodil druhý syn Michael-Aggelos. Dne 23. dubna 2019 oznámili, že se rozcházejí.